# Kaviar-Affäre
Als Kaviar-Affäre (auch Arschloch-Affäre) wird ein Vorfall um Michael Steiner, den damaligen sicherheitspolitischen Berater des deutschen Bundeskanzlers Gerhard Schröder, bezeichnet.
Steiner hatte am 2. November 2001 auf dem Flughafen Wnukowo in Moskau einen deutschen Oberfeldwebel und zwei weitere Soldaten mehrfach als „Arschloch“ beschimpft. Er rief den Soldaten außerdem zu, sie möchten doch Kaviar servieren. Steiner erklärte später, dass es sich um einen Scherz gehandelt habe. Der Verteidigungsattaché an der deutschen Botschaft in Moskau meldete den Vorfall nach Berlin. Die Maschine der Flugbereitschaft des Bundesministeriums der Verteidigung hatte nach der Asien-Reise des Bundeskanzlers in Moskau einen längeren Zwischenstopp einlegen müssen. Im Gespräch mit einer Zeitung erklärte Steiner später, die lange Wartezeit habe an den Nerven aller gezehrt.
Trotz einer Entschuldigung konnte Steiner seinen Posten als außen- und sicherheitspolitischer Berater Schröders nicht halten. Sein Nachfolger wurde Dieter Kastrup.